# 萨勒乡
萨勒乡是中华人民共和国西藏自治区日喀则市吉隆县下辖的一个乡。

## 行政区划
萨勒乡下辖以下村级行政区划单位：
色琼村、卡帮村、萨勒村、崩巴村、郭巴村、占岗村和拉比村。